# Embalse de Tominé
El embalse de Tominé es un cuerpo de agua que se extiende por terrenos de la cabecera municipal de  Guatavita y el municipio de Sesquilé, municipios ubicados al norte de Bogotá. Este embalse hace parte del sistema hídrico de la sabana de Bogotá junto con los embalses del Sisga y Neusa. Tiene una longitud de 18 Kilómetros de largo por 4 ancho y 50 metros en promedio de profundidad, con capacidad para 690 000 000 de metros cúbicos de agua, por lo que se ha convertido en una reserva de vital importancia para el sector. Su capacidad es siete veces más grande que la del Sisga y que la del Neusa.

## Propósito
Ubicado a 50 km al noreste de Bogotá, el embalse de Tominé es el proyecto más importante de mejoramiento de la calidad del agua y del uso del recurso hídrico, con impacto local y regional, ya que es la reserva hídrica de la sabana de Bogotá con mayor capacidad, disponible para:
- Mejorar la calidad del agua del río Tominé, mediante el filtro natural ubicado a la entrada del embalse, conformado por el confinamiento de macrófitas presentes en el embalse.
- Suministrar agua al río Bogotá, para abastecer las diferentes demandas ambientales, de acueducto, agropecuarias y de generación de energía.
- Bombear excedentes de agua del río Bogotá para el control de inundaciones en periodos de invierno, pues es el único embalse al norte de la Sabana de Bogotá con esta facultad.
- Gracias a la calidad hídrica del embalse, suministrar agua al río Bogotá para reducir la concentración de algunos contaminantes que predominan en época de verano, en especial sólidos, con el fin de coadyuvar principalmente a la potabilización del agua que se realiza en la planta Tibitoc, la cual beneficia a diferentes comunidades, entre ellas, a los habitantes del Distrito Capital.

## Historia
Desde un principio el pueblo antiguo de Guatavita aparece como capital de Cantón y de provincia hasta 1930, cuando se suprimió esta jerarquía político administrativa, categoría que conservó hasta que desapareció bajo las aguas en la inundación el 15 de septiembre de 1967. La construcción del nuevo pueblo comenzó el 14 de noviembre de 1964 por la firma Llorente & Ponce de León Ltda., en agosto de 1967 comenzó la mudanza. La nueva población consta de 2 partes, la familiar que es un conjunto de casas simétricas donde vive la población nativa y la pública o cívica donde están los edificios del Gobierno, plazas, almacenes, restaurantes, iglesia y demás edificaciones oficiales. Algunas reliquias se guardan en el Museo Parroquial.
La construcción de la presa se inició en el año 1959 y concluyó en 1962, año en que se inició el llenado y operación por parte de la Empresa de Energía Eléctrica de Bogotá. El proyecto Guatavita se construyó con la finalidad de embalsar las aguas del río Tominé y bombear los caudales excedentes del río Bogotá, brindar riego a la sabana de Bogotá, controlar inundaciones aguas abajo de la compuerta Achury y contribuir al abastecimiento de agua potable para Bogotá en la planta Tibitóc. En sus inicios la represa fue planeada y construida para generar energía eléctrica, pero este uso original ya no lo tiene, ya no cuenta con las turbinas generadoras y cumple funciones diferentes.

## Turismo

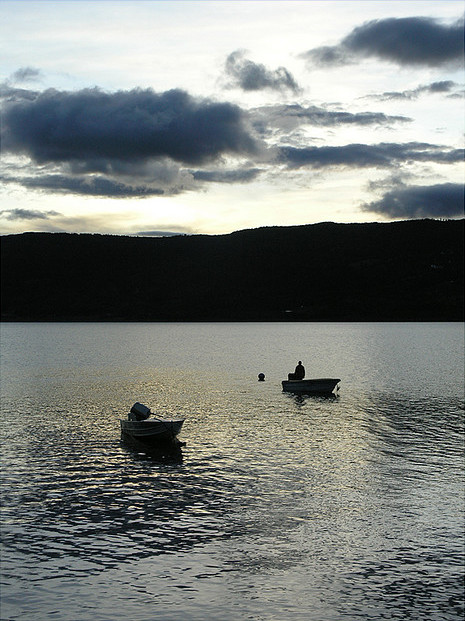
Pesca en el embalse de Tominé.

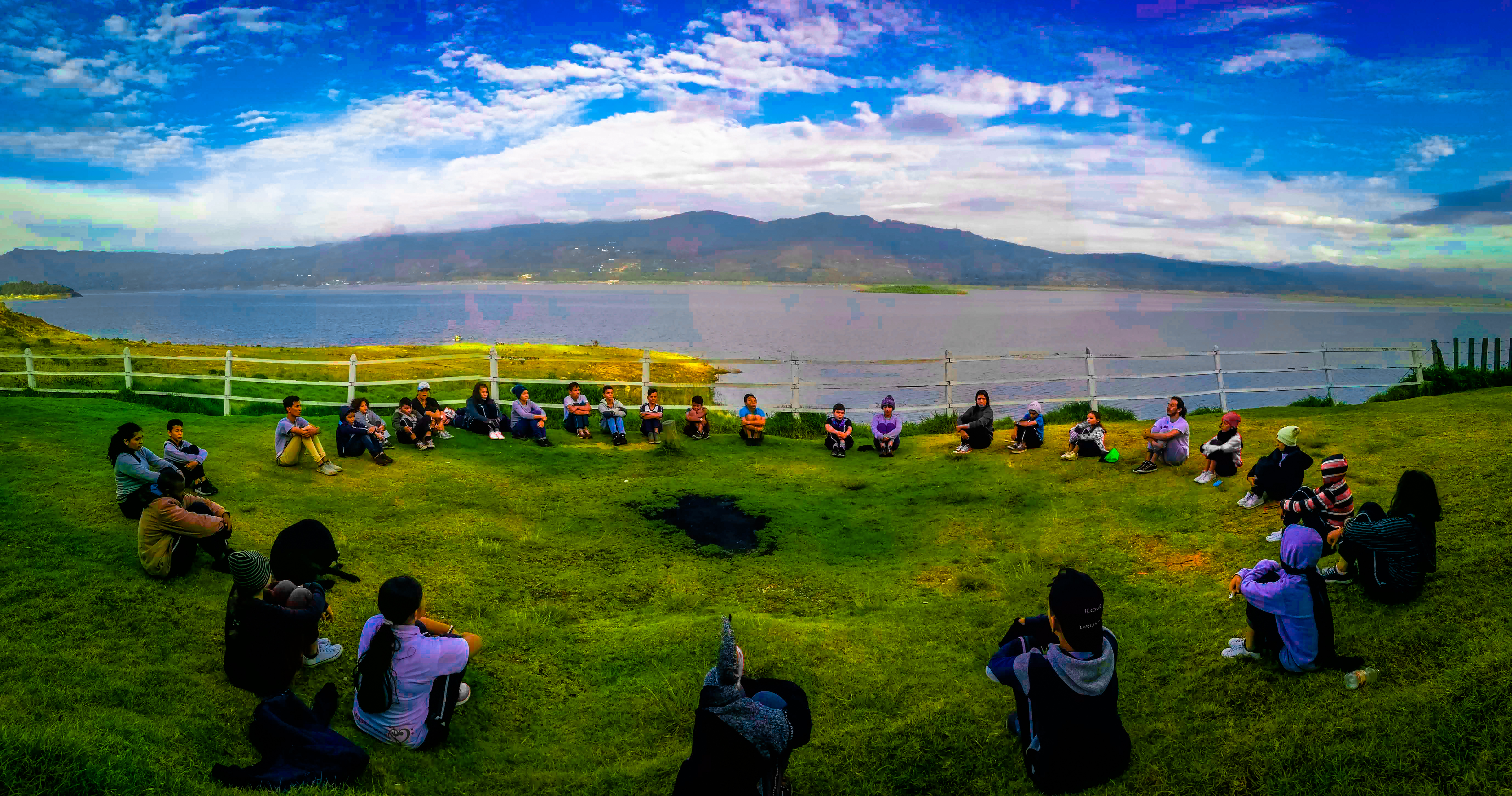
Embalse de Tominé en Guatavita.

El embalse de Tominé es sede de varios torneos de deportes náuticos, allí se puede disfrutar del velero, esquí y paseos alrededor del embalse, donde el visitante encontrará restaurantes y marina deportiva, además de su tranquilidad y belleza.
Cerca del embalse se encuentra el pueblo de Guatavita, un pueblo construido con una arquitectura al estilo de la vieja España, en el que hay variedad de actividades para realizar, como las caminatas al aire libre, la oportunidad de encontrar artesanías y el servicio de "Guatatren" que es un medio de transporte para trasladarse del pueblo al embalse.